# Gemeindereform Brandenburg 2003
Die Gemeindegebietsreform in Brandenburg führte zur Auflösung der meisten bisher flächendeckend bestehenden Ämter und zur Bildung größerer Gemeinden. Sie wurde hauptsächlich durch sechs Gesetze des Landes Brandenburg und weitere freiwillige Vereinbarungen zwischen den Gemeinden geregelt, die alle am 26. Oktober 2003 in Kraft traten.
Da die Neugliederungsgesetze oft zum unfreiwilligen Verlust der Selbständigkeit führten, legten einige Gemeinden Verfassungsbeschwerden vor dem Verfassungsgericht des Landes Brandenburg ein, die aber letztlich erfolglos blieben.

## Hintergründe

### Ausgangslage
Am 31. Dezember 1999 gab es im Land Brandenburg 1.479 Gemeinden, von diesen hatten 861 Gemeinden weniger als 500 Einwohner, was einem Anteil von 58,2 % entsprach. Zudem weist das Bundesland Brandenburg eine insgesamt eher geringe Bevölkerungsdichte auf. Dies führte zu Schwierigkeiten bezüglich des kommunalen Selbstverwaltungsrechts, weshalb viele Gemeinden im Verlaufe des Jahres 1992 in Ämtern zusammengeschlossen und im Dezember 1993 eine Kreisreform durchgeführt wurde. 1999 wurden 1.413 Gemeinden in einem der 152 Ämter verwaltet, dem standen lediglich 62 amtsfreie Kommunen und vier kreisfreie Städte entgegen. Laut § 3 Abs. 1 AmtsO soll die Einwohnerzahl eines Amtes die Einwohnerzahl von 5.000 nicht unterschreiten, allerdings war dies bei 28 Ämtern, insbesondere im äußeren Entwicklungsraum Brandenburgs, der Fall.
Zudem führte die gesellschaftliche Entwicklung zu einem Aufbruch der soziologischen Geschlossenheit der Gemeinden, da viele Einwohner außerhalb ihrer Heimatgemeinden arbeiteten, Kinder Schulen in anderen Gemeinden besuchen und freizeitliche Aktivitäten ebenfalls außerhalb der Heimatgemeinde durchgeführt werden. Ein weiteres Problem stellte die Finanzsituation vieler Brandenburgischer Kommunen dar. Insbesondere Gemeinden mit weniger als 1.000 Einwohnern hatten durch Umlagen auf die Ämter und Landkreise einen geringen finanziellen Handlungsspielraum. Dazu kam, dass insbesondere bei Kleinstgemeinden mit unter 500 Einwohner die Bereitschaft zur ehrenamtlichen Mitverwaltung abnahm. Bei den Kommunalwahlen am 27. September 1998 fanden bei einem Drittel aller Kleinstgemeinden keine Wahl der Gemeindevertretung statt, da sich lediglich die Mindestanzahl an Kandidaten für die Kommunalwahl zur Verfügung stellte. Zudem fand in 130 Gemeinden mit weniger als 500 Einwohnern keine Direktwahl eines Bürgermeisters statt. Ein weiteres Problem stellten die Disparitäten zwischen dem Berliner Umland sowie dem ländlichen Raum dar. Der ländliche Raum stellt mit etwa 80 % Anteil an der Gesamtfläche den weitaus größeren Teil Brandenburgs dar, allerdings leben hier nur 28 % der Gesamtbevölkerung, sodass es nur wenige Ober- und Mittelzentren gibt. Bei 12 der 152 brandenburgischen Ämter war der Verwaltungsort nicht Teil des Amtes. Bei Ämtern, die amtsfreie Städte und Gemeinden umschließen, kommt es zudem häufig zu einer Abwanderung der Bewohner ins Umland, sodass die Steuereinnahmen der betroffenen Gemeinden sinken.

### Umsetzung
Im September 2000 stellte die Brandenburgs Landesregierung die „Leitlinien für die Entwicklung der Gemeindestruktur im Land Brandenburg“ vor, bei der drei Modelle in Betracht gezogen wurden. Dabei sollten Ämter, die über einen Siedlungskern verfügen und mehr als 5.000 Einwohner besitzen, zu amtsfreien Gemeinden vereinigt werden. Besteht kein zentraler Siedlungskern soll, insbesondere in ländlichen Regionen, das Modell des Amtes beibehalten werden. Ämter sollten jedoch nur gebildet werden, soweit kein Kriterium für die Bildung einer amtsfreien Gemeinde erfüllt werden kann. Weitere Bedingungen für die Bildung eines Amtes waren eine Einwohnerzahl von mehr als 5.000 sowie eine Anzahl von mindestens drei und höchstens sechs amtsangehörigen Gemeinden, wobei die Höchstanzahl der Gemeinden überschritten werden darf, sofern das Amt die Mindesteinwohnerzahl von 5.000 unterschreitet. Zudem sollte bei Gemeindefusionen beachtet werden, dass jede Kommune mindestens 500 Einwohner haben soll. Letztere Lösung umfasst die Eingliederung amtsangehöriger Gemeinden in städtische Zentren.
Die Gemeindegebietsänderungen sollten möglichst auf freiwilliger Basis erreicht werden, weshalb die Gemeinden durch finanzielle Anreize unterstützt wurden. Am 16. März 2001 trat das „Gesetz zur Reform der Gemeindestruktur und zur Stärkung der Verwaltungskraft der Gemeinden des Landes Brandenburg“ in Kraft, in dem Änderungen der Gemeinde- und Amtsverordnung sowie des Kommunalwahlgesetzes vorgenommen wurden. Am 1. November 2002 wurden dem Brandenburger Landtag sechs Gesetzentwürfe zur Neugliederung vorgelegt. Am 5. März 2003 wurden die Neugliederungsanträge beschlossen, diese traten mit der Kommunalwahl vom 26. Oktober 2003 in Kraft.

### Kritik
Im Frühjahr 2000 führte das Ministerium des Innern und für Kommunales Brandenburg Regionalkonferenzen in den einzelnen Landkreisen und Kommunen durch, wobei eine Gemeindegebietsreform auf kommunalpolitischer Ebene eher abgelehnt wurde. Durch die am 5. März 2003 verabschiedeten Neugliederungsgesetze wurde eine Grundlage für Zwangseingemeindungen gebildet, Bürgerentscheide, die gegen eine Eingemeindung entschieden, wurden dabei nicht beachtet.
Nach den Zwangseingemeindungen kam es in den betroffenen Gemeinden zu heftigen Protesten. Mehrere Bürgermeister der Landkreise Teltow-Fläming und Dahme-Spreewald starteten eine Volksinitiative gegen Zwangseingemeindungen, die vom Brandenburger Gemeindetag unterstützt wurde. Insgesamt klagten etwa 100 Gemeinden vor dem Landesverfassungsgericht Brandenburg gegen ihre Auflösungen. Die Gemeinden Herzsprung und Königsberg wurden daraufhin aus der Stadt Wittstock/Dosse wieder ausgegliedert.

### Ergebnisse
Insgesamt etwa 700 Gemeinden schlossen sich auf freiwilliger Basis zusammen. Weitere 337 Kommunen waren durch die Neugliederungsgesetze von Zwangseingemeindungen betroffen. Insgesamt wurde die Zahl der Gemeinden von 1.043 auf 422 Gemeinden reduziert. Die zur Devastierung vorgesehenen Gemeinden Diepensee (Landkreis Dahme-Spreewald) und Haidemühl (Landkreis Spree-Neiße) erhielten bis zu ihrer Abbaggerung einen Sonderstatus, wurden jedoch von den Gemeinden Schönefeld bzw. Spremberg verwaltet. Die Zahl der Ämter sank auf 54.

## Überblick über die Neugliederungsmaßnahmen

### Landkreis Barnim
- Auflösung des Amtes Ahrensfelde/Blumberg – Zusammenschluss der Mitgliedsgemeinden Ahrensfelde, Blumberg, Barnim, Lindenberg und Mehrow zur amtsfreien Gemeinde Ahrensfelde-Blumberg[4][5]
- Auflösung der Ämter Groß Schönebeck (Schorfheide) und Wandlitz:[4]
  - Zusammenschluss der Mitgliedsgemeinden Basdorf, Klosterfelde, Lanke, Prenden, Schönerlinde, Schönwalde, Stolzenhagen, Wandlitz und Zerpenschleuse zur amtsfreien Gemeinde Wandlitz[4]
  - Eingliederung der Mitgliedsgemeinde Marienwerder in das Amt Biesenthal-Barnim[4]
- Auflösung des Amtes Panketal:[4]
  - Zusammenschluss der Mitgliedsgemeinden Schwanebeck und Zepernick zur amtsfreien Gemeinde Panketal[6]
  - Eingliederung der Mitgliedsgemeinde Schönow in die amtsfreie Stadt Bernau bei Berlin[4]
- Auflösung des Amtes Werneuchen – Zusammenschluss der Mitgliedsgemeinden Hirschfelde, Krummensee, Schönfeld, Seefeld, Tiefensee, Werneuchen und Willmersdorf zur amtsfreien Stadt Werneuchen[4]

### Landkreis Dahme-Spreewald
- Auflösung des Amtes Friedersdorf:
  - Auflösung der Mitgliedsgemeinden Bindow, Blossin, Dannenreich, Dolgenbrodt, Friedersdorf, Gräbendorf, Gussow, Kolberg, Pätz, Prieros, Streganz und Wolzig – Zusammenschluss zur amtsfreien Gemeinde Heidesee[7][8]
  - Auflösung der Mitgliedsgemeinde Pätz – Eingliederung in die amtsfreie Gemeinde Bestensee[7][9]
- Auflösung des Amtes Heideblick – Eingliederung der Mitgliedsgemeinde Walddrehna in die Gemeinde Heideblick, die amtsfrei wird[7]
- Auflösung der Ämter Lieberose und Oberspreewald – Zusammenschluss zum neuen Amt Lieberose/Oberspreewald[7] sowie Verringerung der Gemeindeanzahl dort:
  - Auflösung der Mitgliedsgemeinde Doberburg – Eingliederung nach Lieberose[7]
  - Auflösung der Mitgliedsgemeinden Goyatz, Lamsfeld-Groß Liebitz, Jessern, Mochow, Ressen-Zaue und Speichrow – Zusammenschluss zur neuen Gemeinde Schwielochsee[7]
  - Auflösung der Mitgliedsgemeinde Briesensee – Eingliederung nach Neu Zauche[7]
  - Auflösung der Mitgliedsgemeinden Leeskow und Ullersdorf – Eingliederung nach Jamlitz
  - Auflösung der Mitgliedsgemeinden Alt Zauche und Wußwerk – Zusammenschluss zur Gemeinde Alt Zauche-Wußwerk
  - Auflösung der Mitgliedsgemeinden Byhleguhre und Byhlen – Zusammenschluss zur Gemeinde Byhleguhre-Byhlen
  - Auflösung der Mitgliedsgemeinden Butzen, Laasow, Sacrow und Waldow – Zusammenschluss zur Gemeinde Spreewaldheide
- Auflösung des Amtes Luckau – Eingliederung der Mitgliedsgemeinden Cahnsdorf, Duben, Görlsdorf und Schlabendorf am See in die Stadt Luckau, die amtsfrei wird[7]
- Auflösung des Amtes Märkische Heide – Zusammenschluss der Mitgliedsgemeinden Alt-Schadow, Biebersdorf, Dollgen, Dürrenhofe, Glietz, Gröditsch, Groß Leine, Groß Leuthen, Hohenbrück-Neu Schadow, Klein Leine, Krugau, Kuschkow, Leibchel, Plattkow, Pretschen, Schuhlen-Wiese und Wittmannsdorf-Bückchen zur neuen Gemeinde Märkische Heide, die amtsfrei wird[7][10]
- Auflösung des Amtes Mittenwalde – Zusammenschluss der Mitgliedsgemeinden Brusendorf, Gallun, Mittenwalde, Motzen, Ragow, Schenkendorf, Telz und Töpchin zur neuen Stadt Mittenwalde, die amtsfrei wird[7]
- Verringerung der Gemeindeanzahl im Amt Schenkenländchen:
  - Auflösung der Mitgliedsgemeinden Briesen, Freidorf und Oderin – Eingliederung nach Halbe[7]
  - Auflösung der Mitgliedsgemeinde Löpten – Eingliederung nach Groß Köris[7]
- Auflösung des Amtes Schönefeld – Zusammenschluss der Mitgliedsgemeinden Großziethen, Kiekebusch, Schönefeld, Selchow, Waltersdorf und Waßmannsdorf zur neuen Gemeinde Schönefeld, die amtsfrei wird[7][Anm. 1]
- Auflösung des Amtes Unteres Dahmeland – Eingliederung der Mitgliedsgemeinden Kablow, Niederlehme, Senzig, Wernsdorf, Zeesen und Zernsdorf in die amtsfreie Stadt Königs Wusterhausen[7][9]

### Landkreis Elbe-Elster
- Auflösung des Amtes Doberlug-Kirchhain und Umland – Eingliederung der Mitgliedsgemeinden Arenzhain, Lugau und Trebbus in die Stadt Doberlug-Kirchhain, die amtsfrei wird[7]
- Auflösung des Amtes Falkenberg/Elster – Eingliederung der Mitgliedsgemeinde Schmerkendorf in die Stadt Falkenberg/Elster, die amtsfrei wird[7]
- Verringerung der Gemeindeanzahl im Amt Kleine Elster (Niederlausitz):
  - Auflösung der Mitgliedsgemeinde Gahro – Eingliederung nach Crinitz[7]
  - Auflösung der Mitgliedsgemeinde Göllnitz – Eingliederung nach Sallgast[7]
- Auflösung des Amtes Sonnewalde – Eingliederung der Mitgliedsgemeinden Breitenau und Münchhausen in die Stadt Sonnewalde, die amtsfrei wird[7]

### Landkreis Havelland
- Auflösung des Amtes Brieselang – Eingliederung der Mitgliedsgemeinden Bredow und Zeestow in die Gemeinde Brieselang, die amtsfrei wird[11]
- Verringerung der Gemeindeanzahl im Amt Friesack durch Auflösung der Mitgliedsgemeinden Brädikow, Vietznitz und Warsow und Zusammenschluss zur neuen Mitgliedsgemeinde Jahnberge[11]
- Auflösung des Amtes Ketzin – Zusammenschluss der Mitgliedsgemeinden Etzin, Falkenrehde, Ketzin, Tremmen und Zachow zur neuen Stadt Ketzin, die amtsfrei wird[11][12]
- Auflösung des Amtes Milow – Zusammenschluss der Mitgliedsgemeinden Bützer, Großwudicke, Jerchel, Milow, Möthlitz, Nitzahn, Vieritz und Zollchow zur Gemeinde Milower Land, die amtsfrei wird[11][13]
- Auflösung des Amtes Premnitz – Eingliederung der Mitgliedsgemeinde Döberitz in die Stadt Premnitz, die amtsfrei wird[11]
- Verringerung der Gemeindeanzahl im Amt Nennhausen:
  - Auflösung der Mitgliedsgemeinden Bamme, Gräningen und Mützlitz – Eingliederung nach Nennhausen[11]
  - Auflösung der Mitgliedsgemeinden Kotzen, Kriele und Landin – Zusammenschluss zur neuen Gemeinde Kotzen[11][9]
- Auflösung der Ämter Nauen-Land und Schönwalde-Glien:[11]
  - Eingliederung der Mitgliedsgemeinde Selbelang in die Gemeinde Paulinenaue im Amt Friesack[11][9]
  - Eingliederung der Mitgliedsgemeinde Retzow in das Amt Friesack
  - Zusammenschluss der Mitgliedsgemeinden Grünefeld, Paaren im Glien, Pausin, Perwenitz, Schönwalde und Wansdorf zur neuen Gemeinde Schönwalde-Glien, die amtsfrei wird[11]
  - Eingliederung der Mitgliedsgemeinden Berge, Bergerdamm, Börnicke, Groß Behnitz, Kienberg, Klein Behnitz, Lietzow, Markee, Ribbeck, Tietzow und Wachow in die amtsfreie Stadt Nauen[11][9]

### Landkreis Märkisch-Oderland
- Auflösung des Amtes Bad Freienwalde-Insel – Zusammenschluss der Mitgliedsgemeinden Altglietzen, Bad Freienwalde (Oder), Bralitz, Hohenwutzen, Neuenhagen und Schiffmühle zur Stadt Bad Freienwalde (Oder), die amtsfrei wird[4]
- Verringerung der Gemeindeanzahl im Amt Barnim-Oderbruch:
  - Auflösung der Mitgliedsgemeinde Wriezener Höhe – Eingliederung nach Wriezen[4]
  - Auflösung der Mitgliedsgemeinden Altreetz, Neuküstrinchen, Neureetz, Neurüdnitz und Zäckericker Loose – Zusammenschluss zur neuen Gemeinde Oderaue[4][14]
  - Auflösung der Mitgliedsgemeinde Güstebieser Loose, Neulewin und Neulietzegöricke – Zusammenschluss zur neuen Gemeinde Neulewin[4][15]
- Verringerung der Gemeindeanzahl im Amt Falkenberg-Höhe durch Auflösung der Mitgliedsgemeinde Wölsickendorf-Wollenberg und ihre Eingliederung nach Höhenland[4]
- Auflösung des Amtes Hoppegarten – Zusammenschluss der Mitgliedsgemeinden Hönow, Dahlwitz-Hoppegarten und Münchehofe zur neuen Gemeinde Hoppegarten, die amtsfrei wird[4]
- Verringerung der Gemeindeanzahl im Amt Märkische Schweiz:
  - Auflösung der Gemeinde Ihlow – Eingliederung nach Oberbarnim[4]
  - Auflösung der Gemeinden Werder und Zinndorf – Eingliederung nach Rehfelde[4]
- Verringerung der Gemeindeanzahl im Amt Neuhardenberg durch Auflösung der Gemeinde Quappendorf und ihre Eingliederung nach Neuhardenberg[4]
- Auflösung des Amtes Rüdersdorf – Zusammenschluss der Mitgliedsgemeinden Hennickendorf, Herzfelde, Lichtenow und Rüdersdorf bei Berlin zur neuen Gemeinde Rüdersdorf bei Berlin, die amtsfrei wird[4]
- Verringerung der Gemeindeanzahl im Amt Seelow-Land:
  - Auflösung der Mitgliedsgemeinden Alt Mahlisch, Carzig und Niederjesar – Zusammenschluss zur Mitgliedsgemeinde Fichtenhöhe[16]
  - Auflösung der Mitgliedsgemeinden Diedersdorf, Friedersdorf, Marxdorf und Worin – Zusammenschluss zur Mitgliedsgemeinde Vierlinden[17]
  - Auflösung der Mitgliedsgemeinden Dolgelin, Libbenichen, Neu Mahlisch und Sachsendorf – Zusammenschluss zur Mitgliedsgemeinde Lindendorf[18]
  - Auflösung der Mitgliedsgemeinde Werbig – Eingliederung in die amtsfreie Stadt Seelow[4][9]

### Landkreis Oberhavel
- Auflösung des Amtes Fürstenberg:
  - Eingliederung der Mitgliedsgemeinden Altthymen, Barsdorf, Blumenow, Bredereiche, Himmelpfort, Steinförde, Tornow und Zootzen in die Stadt Fürstenberg/Havel, die amtsfrei wird[4][19]
  - Eingliederung der Mitgliedsgemeinde Dannenwalde in die Stadt Gransee im Amt Gransee und Gemeinden[4]
- Auflösung der Ämter Liebenwalde und Oranienburg-Land:
  - Eingliederung der Mitgliedsgemeinden Freienhagen, Hammer, Kreuzbruch, Liebenthal und Neuholland in die Stadt Liebenwalde, die amtsfrei wird[4][20]
  - Eingliederung der Mitgliedsgemeinde Nassenheide in die Gemeinde Löwenberger Land[21]
  - Eingliederung der Mitgliedsgemeinden Friedrichsthal, Germendorf, Lehnitz, Malz, Schmachtenhagen, Wensickendorf und Zehlendorf in die amtsfreie Stadt Oranienburg[22]
- Auflösung des Amtes Schildow:
  - Zusammenschluss der Mitgliedsgemeinden Mühlenbeck, Schildow, Schönfließ und Zühlsdorf zur Gemeinde Mühlenbecker Land, die amtsfrei wird[4]
  - Eingliederung der Mitgliedsgemeinde Stolpe in die amtsfreie Stadt Hohen Neuendorf[23]
- Auflösung des Amtes Zehdenick und Gemeinden – Eingliederung der Mitgliedsgemeinden Badingen, Kappe, Klein-Mutz, Kurtschlag, Marienthal, Mildenberg, Wesendorf und Zabelsdorf in die Stadt Zehdenick, die amtsfrei wird[4]

### Landkreis Oberspreewald-Lausitz
- Auflösung des Amtes Calau – Eingliederung der Mitgliedsgemeinden Bolschwitz, Groß Mehßow, Kemmen, Mlode, Saßleben und Werchow in die Stadt Calau, die amtsfrei wird[7]
- Auflösung des Amtes Lübbenau/Spreewald – Eingliederung der Mitgliedsgemeinden Bischdorf, Boblitz, Groß Beuchow, Groß Lübbenau, Groß Klessow, Hindenberg, Kittlitz, Klein Radden, Leipe und Ragow in die Stadt Lübbenau/Spreewald, die amtsfrei wird[7]
- Auflösung des Amtes Vetschau – Eingliederung der Mitgliedsgemeinden Koßwig, Laasow, Missen und Raddusch in die Stadt Vetschau/Spreewald, die amtsfrei wird[7]

### Landkreis Oder-Spree
- Auflösung des Amtes Friedland (Niederlausitz) – Eingliederung der Mitgliedsgemeinde Groß Muckrow in die Stadt Friedland, die amtsfrei wird[7]
- Auflösung des Amtes Glienicke/Rietz-Neuendorf – Eingliederung der Mitgliedsgemeinden Alt Golm und Glienicke in die Gemeinde Rietz-Neuendorf, die amtsfrei wird[7]
- Auflösung des Amtes Grünheide (Mark) – Eingliederung der Mitgliedsgemeinden Hangelsberg, Mönchwinkel und Spreeau in die Gemeinde Grünheide (Mark), die amtsfrei wird[7]
- Verringerung der Gemeindeanzahl im Amt Neuzelle durch Auflösung der Gemeinde Ossendorf und ihre Eingliederung nach Neuzelle[7]
- Verringerung der Gemeindeanzahl im Amt Odervorland:
  - Auflösung der Gemeinde Falkenberg – Eingliederung nach Madlitz-Wilmersdorf[7]
  - Auflösung der Gemeinde Sieversdorf – Eingliederung nach Jacobsdorf[7]
- Verringerung der Gemeindeanzahl im Amt Schlaubetal:
  - Auflösung der Mitgliedsgemeinden Bremsdorf, Fünfeichen und Kieselwitz – Zusammenschluss zur Mitgliedsgemeinde Schlaubetal[24]
  - Auflösung der Mitgliedsgemeinden Dammendorf und Grunow – Zusammenschluss zur neuen Mitgliedsgemeinde Grunow-Dammendorf[7]
  - Auflösung der Mitgliedsgemeinden Pohlitz, Rießen und Schernsdorf – Zusammenschluss zur Mitgliedsgemeinde Siehdichum[25]
- Verringerung der Gemeindeanzahl im Amt Spreenhagen:
  - Auflösung der Mitgliedsgemeinde Markgrafpieske – Eingliederung nach Spreenhagen[7]
  - Auflösung der Mitgliedsgemeinden Gosen und Neu Zittau – Zusammenschluss zur Mitgliedsgemeinde Gosen-Neu Zittau[7][9]
- Auflösung des Amtes Steinhöfel/Heinersdorf – Eingliederung der Mitgliedsgemeinden Buchholz, Demnitz und Neuendorf im Sande in die Gemeinde Steinhöfel, die amtsfrei wird[7]
- Auflösung des Amtes Storkow (Mark) – Eingliederung der Mitgliedsgemeinden Bugk, Görsdorf b. Storkow, Groß Eichholz, Groß Schauen, Kehrigk, Kummersdorf, Philadelphia, Rieplos und Selchow in die Stadt Storkow (Mark), die amtsfrei wird[7]
- Auflösung des Amtes Tauche – Eingliederung der Gemeinde Stremmen in die Gemeinde Tauche, die amtsfrei wird[7]

### Landkreis Ostprignitz-Ruppin
- Auflösung des Amtes Fehrbellin – Eingliederung der Mitgliedsgemeinden Betzin, Brunne, Dechtow, Deutschhof, Hakenberg, Karwesee, Königshorst, Langen, Lentzke, Linum, Manker, Protzen, Tarmow, Walchow, Wall und Wustrau-Altfriesack in die Gemeinde Fehrbellin, die amtsfrei wird[4][26]
- Auflösung des Amtes Heiligengrabe/Blumenthal – Eingliederung der Mitgliedsgemeinde Blumenthal in die Gemeinde Heiligengrabe, die amtsfrei wird[4]
- Auflösung des Amtes Kyritz – Eingliederung der Mitgliedsgemeinde Drewen in die Stadt Kyritz, die amtsfrei wird[4]
- Verringerung der Gemeindeanzahl im Amt Lindow (Mark) durch Auflösung der Mitgliedsgemeinden Hindenberg, Schönberg (Mark) und ihre Eingliederung in die Stadt Lindow (Mark)[4]
- Auflösung des Ämter Rheinsberg und Wittstock-Land:
  - Eingliederung der Mitgliedsgemeinden Basdorf, Braunsberg, Dierberg, Dorf Zechlin, Flecken Zechlin, Großzerlang, Heinrichsdorf, Kagar, Kleinzerlang, Linow, Luhme, Schwanow, Wallitz, Zechlinerhütte, Zechow und Zühlen in die Stadt Rheinsberg, die amtsfrei wird[4][27]
  - Eingliederung der Mitgliedsgemeinden Dranse, Fretzdorf, Gadow, Goldbeck, Herzsprung, Königsberg, Rossow und Schweinrich in die amtsfreie Stadt Wittstock/Dosse[4][Anm. 2]
- Verringerung der Gemeindeanzahl im Amt Temnitz durch Auflösung der Mitgliedsgemeinde Garz und ihre Eingliederung nach Temnitztal[4]

### Landkreis Potsdam-Mittelmark
- Auflösung der Ämter Fahrland und Werder:[28]
  - Eingliederung der Mitgliedsgemeinden Golm, Groß Glienicke, Fahrland, Marquardt, Neu Fahrland, Uetz-Paaren und Satzkorn in die kreisfreie Stadt Potsdam[28]
  - Eingliederung der Mitgliedsgemeinde Töplitz in die amtsfreie Stadt Werder (Havel)[29]
  - Eingliederung der Mitgliedsgemeinde Seeburg in die amtsfreie Gemeinde Dallgow-Döberitz im Landkreis Havelland[11]
- Auflösung des Amtes Belzig – Eingliederung der Gemeinden Hagelberg und Schwanebeck in die Stadt Belzig, die amtsfrei wird[11]
- Auflösung der Ämter Emster-Havel und Groß Kreutz:[11]
  - Zusammenschluss der Mitgliedsgemeinden Bochow, Deetz, Götz, Groß Kreutz, Jeserig, Krielow, Schenkenberg und Schmergow zur neuen Gemeinde Groß Kreutz/Emster, die amtsfrei wird[11]
  - Auflösung der Mitgliedsgemeinden Gollwitz und Wust – Eingliederung in die kreisfreie Stadt Brandenburg an der Havel[30]
  - Auflösung der Mitgliedsgemeinde Trechwitz – Eingliederung in die amtsfreie Gemeinde Kloster Lehnin[11][9]
- Auflösung des Amtes Michendorf – Zusammenschluss der Mitgliedsgemeinden Fresdorf, Langerwisch, Michendorf, Stücken, Wildenbruch und Wilhelmshorst zur neuen Gemeinde Michendorf, die amtsfrei wird[11]
- Auflösung des Amtes Treuenbrietzen – Eingliederung der Mitgliedsgemeinde Lühsdorf in die Stadt Treuenbrietzen, die amtsfrei wird[11]
- Verringerung der Gemeindeanzahl im Amt Ziesar durch Auflösung der Mitgliedsgemeinde Rottstock und ihre Eingliederung nach Gräben[11][9]

### Landkreis Prignitz
- Verringerung der Gemeindeanzahl im Amt Bad Wilsnack/Weisen durch Auflösung der Mitgliedsgemeinde Groß Breese und ihre Eingliederung nach Breese[4]
- Auflösung des Amtes Karstädt – Eingliederung der Mitgliedsgemeinden Boberow und Nebelin in die Gemeinde Karstädt, die amtsfrei wird[4][9]
- Verringerung der Gemeindeanzahl im Amt Lenzen-Elbtalaue:
  - Auflösung der Mitgliedsgemeinden Besandten und Wootz – Zusammenschluss zur Mitgliedsgemeinde Lenzerwische[31]
  - Auflösung der Mitgliedsgemeinden Eldenburg und Mellen – Eingliederung nach Lenzen (Elbe)[4][32]

### Landkreis Spree-Neiße
- Verringerung der Gemeindeanzahl im Amt Döbern-Land:
  - Auflösung der Mitgliedsgemeinde Reuthen – Eingliederung nach Felixsee[7]
  - Auflösung der Mitgliedsgemeinde Wolfshain – Eingliederung nach Tschernitz[7]
- Auflösung des Amtes Jänschwalde – Zusammenschluss Mitgliedsgemeinden Grießen, Drewitz und Jänschwalde zur neuen Gemeinde Jänschwalde, die dem Amt Peitz zugeordnet wird
- Verringerung der Gemeindezahl im Amtes Neuhausen/Spree:[33]
  - Eingliederung der Mitgliedsgemeinden Groß Gaglow, Gallinchen und Kiekebusch in die kreisfreie Stadt Cottbus[33]
- Verringerung der Gemeindeanzahl im Amt Peitz durch Auflösung der Mitgliedsgemeinde Grötsch und ihre Eingliederung nach Heinersbrück[7]
- Auflösung des Amtes Schenkendöbern – Zusammenschluss der Mitgliedsgemeinde Atterwasch, Bärenklau, Gastrose-Kerkwitz, Grabko, Lutzketal und Pinnow-Heideland zur Gemeinde Schenkendöbern, die amtsfrei wird[7][34]
- Auflösung des Amtes Welzow – Eingliederung der Mitgliedsgemeinde Proschim in die Stadt Welzow, die amtsfrei wird[7][Anm. 3]

### Landkreis Teltow-Fläming
- Auflösung des Amtes Am Mellensee – Eingliederung der Mitgliedsgemeinden Gadsdorf und Saalow in die Gemeinde Am Mellensee, die amtsfrei wird[11]
- Auflösung der Ämter Blankenfelde-Mahlow und Rangsdorf:
  - Zusammenschluss der Mitgliedsgemeinden Blankenfelde, Dahlewitz, Groß Kienitz und Mahlow zur Gemeinde Blankenfelde-Mahlow, die amtsfrei wird[11]
  - Eingliederung der Mitgliedsgemeinde Groß Machnow in die Gemeinde Rangsdorf, die amtsfrei wird[11]
- Verringerung der Gemeindeanzahl im Amt Dahme/Mark durch Auflösung der Mitgliedsgemeinden Niebendorf-Heinsdorf, Schöna-Kolpien, Wahlsdorf und ihre Eingliederung nach Dahme/Mark[35][36][11]
- Auflösung des Amtes Niederer Fläming – Eingliederung der Mitgliedsgemeinde Herbersdorf in die Gemeinde Niederer Fläming, die amtsfrei wird[11]
- Auflösung des Amtes Trebbin – Eingliederung der Mitgliedsgemeinden Lüdersdorf, Schönhagen und Thyrow in die Stadt Trebbin, die amtsfrei wird[11]
- Auflösung des Amtes Zossen – Zusammenschluss der Mitgliedsgemeinden Glienick, Kallinchen, Nächst Neuendorf, Nunsdorf, Schöneiche, Wünsdorf und Zossen zur neuen Stadt Zossen, die amtsfrei wird[11]

### Landkreis Uckermark
- Auflösung des Amtes Angermünde-Land – Eingliederung der Mitgliedsgemeinden Biesenbrow, Bölkendorf, Bruchhagen, Crussow, Frauenhagen, Gellmersdorf, Görlsdorf, Greiffenberg, Günterberg, Herzsprung, Kerkow, Mürow, Neukünkendorf, Schmargendorf, Schmiedeberg, Steinhöfel, Stolpe/Oder, Welsow, Wilmersdorf und Wolletz in die amtsfreie Stadt Angermünde[4][37]
- Verringerung der Gemeindeanzahl im Amt Gartz (Oder):
  - Auflösung der Mitgliedsgemeinden Groß Pinnow und Hohenselchow – Zusammenschluss zur Mitgliedsgemeinde Hohenselchow-Groß Pinnow[4]
  - Auflösung der Mitgliedsgemeinde Biesendahlshof – Eingliederung nach Casekow[4]
  - Auflösung der Mitgliedsgemeinden Hohenfelde und Vierraden – Eingliederung in die amtsfreie Stadt Schwedt/Oder[4][38]
- Verringerung der Gemeindeanzahl im Amt Oder-Welse durch Auflösung der Mitgliedsgemeinde Schönow und ihre Eingliederung in die Mitgliedsgemeinde Welsebruch[4]
- Auflösung des Amtes Templin-Land – Eingliederung der Mitgliedsgemeinden Beutel, Densow, Gandenitz, Gollin, Groß Dölln, Grunewald, Hammelspring, Herzfelde, Klosterwalde, Petznick, Röddelin, Storkow und Vietmannsdorf in die amtsfreie Stadt Templin[4]